# تيموثي دروري
تيموثي دروري (بالإنجليزية: Timothy Drury)‏ هو مغني أمريكي، ولد في 5 يوليو 1961 في لوس أنجلوس في الولايات المتحدة.

## وصلات خارجية
- تيموثي دروري على موقع ميوزك برينز (الإنجليزية)
- تيموثي دروري على موقع أول ميوزيك (الإنجليزية)
- تيموثي دروري على موقع ديسكوغز (الإنجليزية)